# Hadžišabanovićova vila
Hadžišabanovićova vila (bosensky Hadžišabanovića vila, v srbské cyrilici Хаџишабановића вила) je kulturní památka, která se nachází v blízkosti města Pale a pramene řeky Miljacky v Bosně a Hercegovině. Pochází z období existence Rakousko-Uherska.

## Historie
Vila byla vybudována na počátku 20. století. Patřila bratrům Hadžišabanovićovým, kteří vlastnili v Pale pilu a několik dalších obchodů apod. Plán vily vypracoval August Tabory v Sarajevu v roce 1912. Vila byla dokončena ve stejném roce. Inspirována byla obdobnými stavbami z Rakousko-Uherska, které vznikaly v té době.
Třípodlažní vila patřila Hadžišabanovićům až do roku 1946,, kdy byla znárodněna a poté dána do správy opštině Pale. Při rekonstrukci, která se po válce uskutečnila, byly vile dodány okrasné dřevěné prvky.
Stavba přežila i válku v 90. letech 20. století, nicméně i ona sama je ničena povětrnostními vlivy. Na začátku 21. století byla budova opuštěna. Část stavby se vlivem špatného stavu zřítila. V roce 2013 byla zařazena na seznam prioritních památek pro potřebu obnovy v Republice srbské.